# Nessun posto è casa mia
Nessun posto è casa mia è il terzo album in studio della cantante italiana Chiara, pubblicato il 24 febbraio 2017 dalla Sony Music.

## Descrizione
Anticipato dal singolo omonimo, presentato dalla cantante al Festival di Sanremo 2017, l'album ha visto la produzione artistica di Mauro Pagani, oltre ad altri cantautori come Daniele Magro, Niccolò e Carlo Verrienti, con la stessa Chiara autrice di quattro brani assieme a Virginio per Chiaroscuro, mentre con Stefano Marletta e Edwyn Roberts per Buio e luce, Grazie di tutto e Fermo immagine; in altri brani hanno invece partecipato alla composizione Giovanni Caccamo, Marco Guazzone, Stefano Costantini e Pacifico.

## Copertina
Il 1º febbraio 2017 viene svelata, dalla stessa cantante, la copertina del disco, che vede Chiara vestita con un abito turchese su uno sfondo blu nel mentre sta per andarsene; il colore dominante è il blu. L'autore è il fotografo Giovanni Gastel. Secondo quanto detto da Chiara l'immagine rappresenta diversi concetti: "il vestito con l’onda segna movimento. Poi ci sono la carpa, che amo, simbolo di rinascita e forza di volontà. La leggerezza della farfalla e il colibrì, l'uccellino più piccolo del mondo ma con un suo carattere. Se sono qui è per il carattere".

## Tracce
1. Il cielo – 3:42 (Daniele Magro)
2. Buio e luce – 3:45 (testo: Chiara Galiazzo, Stefano Marletta, Edwyn Roberts – musica: Stefano Marletta, Edwyn Roberts)
3. Nessun posto è casa mia – 3:45 (Niccolò Verrienti, Carlo Verrienti)
4. Grazie di tutto – 3:42 (testo: Chiara Galiazzo, Stefano Marletta, Edwyn Roberts – musica: Stefano Marletta, Edwyn Roberts)
5. I giorni più belli – 3:04 (Pacifico)
6. Fermo immagine – 3:28 (testo: Chiara Galiazzo, Stefano Marletta, Edwyn Roberts – musica: Stefano Marletta, Edwyn Roberts)
7. Chiaroscuro – 4:04 (testo: Chiara Galiazzo, Virginio Simonelli – musica: Gianluigi Fazio, Virginio Simonelli)
8. Sentirò respirare – 3:32 (testo: Giovanni Caccamo – musica: Giovanni Caccamo, Andrea Nardinocchi, Placido Salomone)
9. Le leggi di altri universi – 3:06 (testo: Marco Guazzone, Dario Ceruti – musica: Marco Guazzone, Dario Ceruti, Giosuè Manuri)
10. Quel bacio – 3:03 (Niccolò Verrienti, Carlo Verrienti)
11. Le ali che non ho – 3:34 (Marco Guazzone)

## Formazione
- Chiara – voce
- Mauro Pagani – organo Hammond (traccia 8)
- Eros Cristiani – pianoforte (tracce 1, 5, 6, 9 e 11)
- Mario Arcari – pianoforte (tracce 2 e 4)
- Luca Scarpa – pianoforte (tracce 3, 7 e 8)
- Giuseppe Salvatori – programmazione (traccia 10)
- Luca Colombo – chitarra acustica, chitarra elettrica
- Edwyn Roberts – chitarra acustica (traccia 4)
- Max Gelsi – basso
- Elio Rivagli – batteria
- Marco Guazzone – battimani (traccia 6)
- Stefano Cosantini – battimani (traccia 6)
- Daniele D'Urso – battimani (traccia 6)
- Edoardo De Angelis – archi
- Edo Dea Ensemble – primo violino

## Classifiche
| Classifica (2017) | Posizione massima |
| ----------------- | ----------------- |
| Italia            | 10                |

## Riconoscimenti
- Premio Lunezia
  - 2019 – Premio "Stil Novo" per il valore musical letterario[6]